# Botswana International
Die Botswana International sind die offenen internationalen Meisterschaften von Botswana im Badminton. Sie werden seit den 1990er Jahren in unregelmäßigen Abständen ausgetragen und fanden über einen längeren Zeitraum nicht statt. Das Turnier ist seit 2010 auch als Botswana International Series bekannt.

## Die Sieger
| Saison    | Herreneinzel              | Dameneinzel                    | Herrendoppel                            | Damendoppel                              | Mixed                                |
| --------- | ------------------------- | ------------------------------ | --------------------------------------- | ---------------------------------------- | ------------------------------------ |
| 1991      | Kaite Mubanga             | Birgit Dörrenbacher            | Kaite Mubanga Abraham Mutale            | Lolly Hensman Chris Hickman              | Abraham Mutale Acquinata Moya        |
| 1993      | Jeff Pawson               | Bianca Kustner                 | Allan de Beer Jeff Pawson               | Bianca Kustner Heidi Spinas              | Allan de Beer Megan Laing            |
| 1994      | nicht ausgetragen         | nicht ausgetragen              | nicht ausgetragen                       | nicht ausgetragen                        | nicht ausgetragen                    |
| 1995      | Johan Kleingeld           | Lina Fourie                    | Johan Kleingeld Paul Woodroffe          | Lina Fourie Tracey Thompson              | Johan Kleingeld Lina Fourie          |
| 1996 1998 | nicht ausgetragen         | nicht ausgetragen              | nicht ausgetragen                       | nicht ausgetragen                        | nicht ausgetragen                    |
| 1999      | Anton Kriel               | nicht ausgetragen              | Anton Kriel Billy Kuyper                | nicht ausgetragen                        | Anton Kriel Michelle Edwards         |
| 2000 2009 | nicht ausgetragen         | nicht ausgetragen              | nicht ausgetragen                       | nicht ausgetragen                        | nicht ausgetragen                    |
| 2010      | Giovanni Traina           | Agnese Allegrini               | Dorian James Willem Viljoen             | Annari Viljoen Michelle Edwards          | Dorian James Michelle Edwards        |
| 2011      | Edwin Ekiring             | Claudia Mayer                  | Jinkan Ifraimu Ola Fagbemi              | Annari Viljoen Michelle Edwards          | Dorian James Michelle Edwards        |
| 2012      | Alistair Casey            | Shama Aboobakar                | Andries Malan Reneshan Naidoo           | Elme de Villiers Jennifer van den Berg   | Andries Malan Jennifer van den Berg  |
| 2013      | Jacob Maliekal            | Telma Santos                   | Alen Roj Kek Jamnik                     | Elme de Villiers Sandra Halilovic        | Abdelrahman Kashkal Hadia Hosny      |
| 2014      | Luka Wraber               | Grace Gabriel                  | Andries Malan Willem Viljoen            | Elme de Villiers Grace Gabriel           | Willem Viljoen Annari Viljoen        |
| 2015      | Howard Shu                | Laura Sárosi                   | Andries Malan Willem Viljoen            | Grace Gabriel Ogar Siamupangila          | Abdelrahman Kashkal Hadia Hosny      |
| 2016      | Anatoliy Yartsev          | Evgeniya Kosetskaya            | Alwin Francis Tarun Kona                | Doha Hany Hadia Hosny                    | Anatoliy Yartsev Evgeniya Kosetskaya |
| 2017      | Luis Ramón Garrido        | Johanita Scholtz               | Adarsh Kumar Jagadish Yadav             | Michelle Butler-Emmett Jennifer Fry      | Andries Malan Jennifer Fry           |
| 2018      | Ade Resky Dwicahyo        | Domou Amro                     | Ade Resky Dwicahyo Azmy Qowimuramadhoni | Michelle Butler-Emmett Jennifer Fry      | Andries Malan Jennifer Fry           |
| 2019      | Cameron Coetzer           | Johanita Scholtz               | Jason Mann Bongani von Bodenstein       | Megan de Beer Johanita Scholtz           | Jarred Elliott Megan de Beer         |
| 2020      | nicht ausgetragen         | nicht ausgetragen              | nicht ausgetragen                       | nicht ausgetragen                        | nicht ausgetragen                    |
| 2021      | Farogh Sanjay Aman        | Revati Devasthale              | Jarred Elliott Robert Summers           | Amy Ackerman Johanita Scholtz            | Dmitriy Panarin Kamila Smagulova     |
| 2022      | Bahaedeen Ahmad Alshannik | Johanita Scholtz               | Artur Niyazov Dmitriy Panarin           | Amy Ackerman Deidre Laurens Jordaan      | Jarred Elliott Amy Ackerman          |
| 2023      | Georges Paul              | Nurani Ratu Azzahra            | Keane Chok Ken Wei Andy Yew Tung Kok    | Amy Ackerman Deidre Laurens              | Georges Paul Kate Ludik              |
| 2024      | Dicky Dwi Pangestu        | Fathimath Nabaaha Abdul Razzaq | Agil Gabilov Dicky Dwi Pangestu         | Hasini Ambalangodage Hasara Wijayarathne | Agil Gabilov Era Maftuha             |